# 2004-es magyar birkózóbajnokság
A 2004-es magyar birkózóbajnokság a kilencvenhetedik magyar bajnokság volt. A férfi kötöttfogású bajnokságot március 27-én rendezték meg Budapesten, a Fáy utcai sportcsarnokban, a férfi és a női szabadfogású bajnokságot pedig április 3-án Kazincbarcikán.

## Eredmények

### Férfi kötöttfogás
| Versenyszám | Arany                            | Arany | Ezüst                       | Ezüst | Bronz                      | Bronz |
| ----------- | -------------------------------- | ----- | --------------------------- | ----- | -------------------------- | ----- |
| 55 kg       | Kollár Norbert Vasas SC          |       | Majer Roland Kecskeméti TE  |       | Vincze Zoltán Abonyi BC    |       |
| 60 kg       | Bóna László Vasas SC             |       | Pongrácz Ádám Vasas SC      |       | Komáromi Ede Egri Vasas    |       |
| 66 kg       | Dreschler Attila Ferencvárosi TC |       | Nagy Balázs Kecskeméti TE   |       | Zelei István Kecskeméti TE |       |
| 74 kg       | Horváth András Kecskeméti TE     |       | Bácsi Péter Ferencvárosi TC |       | Hirbik Csaba Váci Forma SE |       |
| 84 kg       | Bárdosi Sándor BVSC-Ganz-Tát     |       | Balla András Vasas SC       |       | Kismóni János Vasas SC     |       |
| 96 kg       | Kaló Béla Kecskeméti TE          |       | Kapuvári Gábor Sziget SC    |       | Rozbora Norbert Vasas SC   |       |
| 120 kg      | Branda Gyula Bp. Spartacus       |       | Deák Bárdos Mihály Vasas SC |       | Bures Antal Vasas SC       |       |

### Férfi szabadfogás
| Versenyszám | Arany                       | Arany | Ezüst                                               | Ezüst | Bronz                        | Bronz |
| ----------- | --------------------------- | ----- | --------------------------------------------------- | ----- | ---------------------------- | ----- |
| 55 kg       | Dobozi Zoltán Csepeli BC    |       | Mohácsi László Csepeli BC                           |       | Horváth Gábor Haladás VSE    |       |
| 60 kg       | Bánkuti Zsolt Csepeli BC    |       | Fazekas Csaba Haladás VSE                           |       | Szabó Gábor Vasi Volán SE    |       |
| 66 kg       | Szabó Gergő Váci Forma SE   |       | Wöller Gergő Testnevelési Főiskola SE-Vasi Volán SE |       | Dencsik István Váci Forma SE |       |
| 74 kg       | Hatos Gábor Haladás VSE     |       | Gyurasits Csaba Vasas SC                            |       | Wöller Ákos Vasi Volán SE    |       |
| 84 kg       | Ritter Árpád Csepeli BC     |       | Hirbik Csaba Váci Forma SE                          |       | Kapuvári Gábor Sziget SC     |       |
| 96 kg       | Rozbora Norbert Vasas SC    |       | Repka Attila Diósgyőri BC                           |       | Balla András Vasas SC        |       |
| 120 kg      | Deák Bárdos Mihály Vasas SC |       | Balogh Zsolt Sziget SC                              |       | Farkas Zoltán BVSC-Ganz-Tát  |       |

### Női szabadfogás
| Versenyszám | Arany                              | Arany | Ezüst                              | Ezüst | Bronz                             | Bronz |
| ----------- | ---------------------------------- | ----- | ---------------------------------- | ----- | --------------------------------- | ----- |
| 48 kg       | Sárközi Viktória Ceglédi VSE       |       | Závár Viktória KVBE Jánosháza      |       | Németh Diósgyőri BC               |       |
| 51 kg       | Kiss Veronika Egri BBK             |       | Kapitány Etelka Pestszentimrei BSE |       | Szabó Erzsébet Egri BBK           |       |
| 55 kg       | Godó Kitti Ferencvárosi TC         |       | Sastin Marianna Csepeli BC         |       | Oravecz Katalin Tatabányai SC     |       |
| 59 kg       | Szabó Emese Kiskunfélegyházi Vasas |       | Erős Adrien Esztergomi BSE         |       | Józsa Ildikó Kecskeméti TE        |       |
| 63 kg       | Andics Lilla Haladás VSE           |       | Kelemen Judit Csepeli BC           |       | Gabriel Emese Csepeli BC          |       |
| 67 kg       | Szerencse Mónika Ferencvárosi TC   |       | Kovács Ágnes Érdi Spartacus        |       | Körtély Csilla Pestszentimrei BSE |       |
| 72 kg       | Soós Rita Csepeli BC               |       | Dankó Mónika Esztergomi BSE        |       | Bodnár Éva Sátoraljaújhelyi Előre |       |